# Байонна-2
Байонна-2 (фр. Bayonne-2) — кантон во Франции, находится в регионе Аквитания, департамент Атлантические Пиренеи. Входит в состав округа Байонна.
Код INSEE кантона — 6405. В кантон Байонна-2 входит две коммуны, центральный офис расположен в Байонне.

## История
Кантон был образован декретом от 25 февраля 2014 года, который вступил в силу 22 марта 2015 года. В состав новообразованного кантона вошла коммуна Буко упразднённого кантона Северная Байонна и часть коммуны Байонна.

## Население
Население кантона на 2015 год составляло … человек.

## Коммуны кантона
| Коммуна | Население, чел. (2010) | Почтовый индекс | Код INSEE |
| ------- | ---------------------- | --------------- | --------- |
| Байонна | ...                    | 64100           | 64102     |
| Буко    | 7762                   | 64340           | 64140     |